# Julius Long
Julius Long (Romulus, 28 maggio 1977) è un pugile statunitense naturalizzato neozelandese.
È nipote del giocatore NBA John Long, fratello del cestista Grant Long e cugino di Terry Mills. È tra i pugili con l'allungo maggiore di tutti i tempi (ben 229 cm).